# 卢维尔拉舍纳尔
卢维尔拉舍纳尔（法語：Louville-la-Chenard，法語發音：[luvil la ʃənaʁ]）是法国厄尔-卢瓦省的一个市镇，属于沙特尔区。

## 地理
卢维尔拉舍纳尔（48°19'28"N, 1°47'16"E）面积19.51 平方千米，位于法国中央-卢瓦尔河谷大区厄尔-卢瓦省，该省份为法国北部内陆省份，北起顺时针与厄尔省、伊夫林省、埃松省、卢瓦雷省、卢瓦-谢尔省、萨尔特省和奧恩省接壤。
卢维尔拉舍纳尔的时区为UTC+01:00、UTC+02:00（夏令时）。

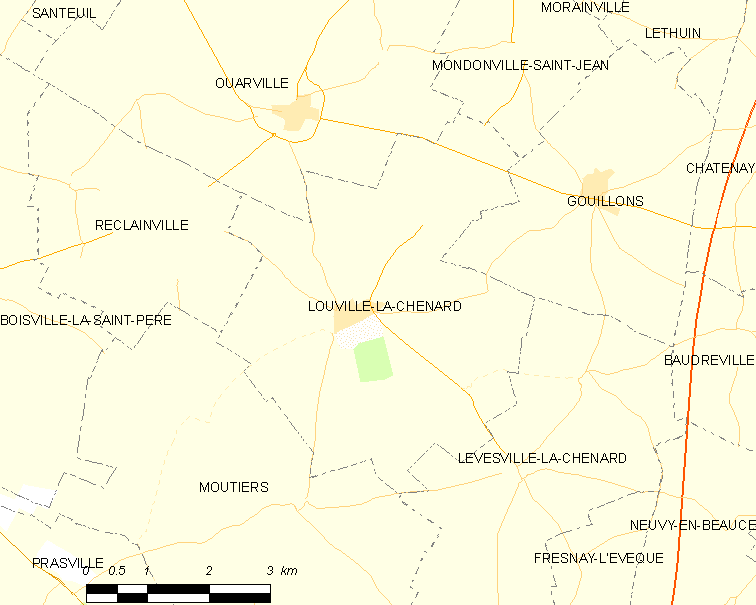
卢维尔拉舍纳尔的OSM定位图

## 行政
卢维尔拉舍纳尔的邮政编码为28150，INSEE市镇编码为28215。

## 政治
卢维尔拉舍纳尔所属的省级选区为莱维拉日沃韦安县。

## 人口

1962-2008年间卢维尔拉舍纳尔人口变化图示

卢维尔拉舍纳尔于2022年1月1日时的人口数量为247人。